# الکساندرا دالستروم
الکساندرا دالستروم (انگلیسی: Alexandra Dahlström؛ زادهٔ ۱۲ فوریهٔ ۱۹۸۴) یک هنرپیشه اهل سوئد است.
از فیلم‌ها یا برنامه‌های تلویزیونی که وی در آن نقش داشته است می‌توان به آمال لعنتی اشاره کرد.